# Coptops semiscalaris
Coptops semiscalaris är en skalbaggsart som först beskrevs av Maurice Pic 1928.  Coptops semiscalaris ingår i släktet Coptops och familjen långhorningar. Inga underarter finns listade i Catalogue of Life.